# تفاعل المستخدم ثلاثي الأبعاد
في الحوسبة، يعد التفاعل ثلاثي الأبعاد شكلاً من أشكال التفاعل بين الإنسان والآلة حيث يمكن للمستخدمين التحرك وإجراء التفاعل في الفضاء ثلاثي الأبعاد. يعالج كل من الإنسان والآلة معلومات حيث يكون الموضع المادي للعناصر في الفضاء ثلاثي الأبعاد مناسبًا.
يمكن أن تكون المساحة ثلاثية الأبعاد المستخدمة للتفاعل هي المساحة المادية الحقيقية، أو تمثيل الفضاء الافتراضي الذي تمت محاكاته في الكمبيوتر، أو مزيج من الاثنين معًا. عند استخدام المساحة المادية الحقيقية لإدخال البيانات، يتفاعل الإنسان مع الآلة التي تؤدي الإجراءات باستخدام جهاز إدخال يكتشف الوضع ثلاثي الأبعاد للتفاعل البشري من بين أشياء أخرى. عند استخدامه لإخراج البيانات، يتم عرض المشهد الافتراضي ثلاثي الأبعاد المحاكي على البيئة الحقيقية من خلال جهاز إخراج واحد.
يتم تطبيق مبادئ التفاعل ثلاثي الأبعاد في مجموعة متنوعة من المجالات مثل السياحة أو الفن أو الألعاب أو المحاكاة أو التعليم أو تصور المعلومات أو التصور العلمي.

## واجهات مستخدم ثلاثية الأبعاد

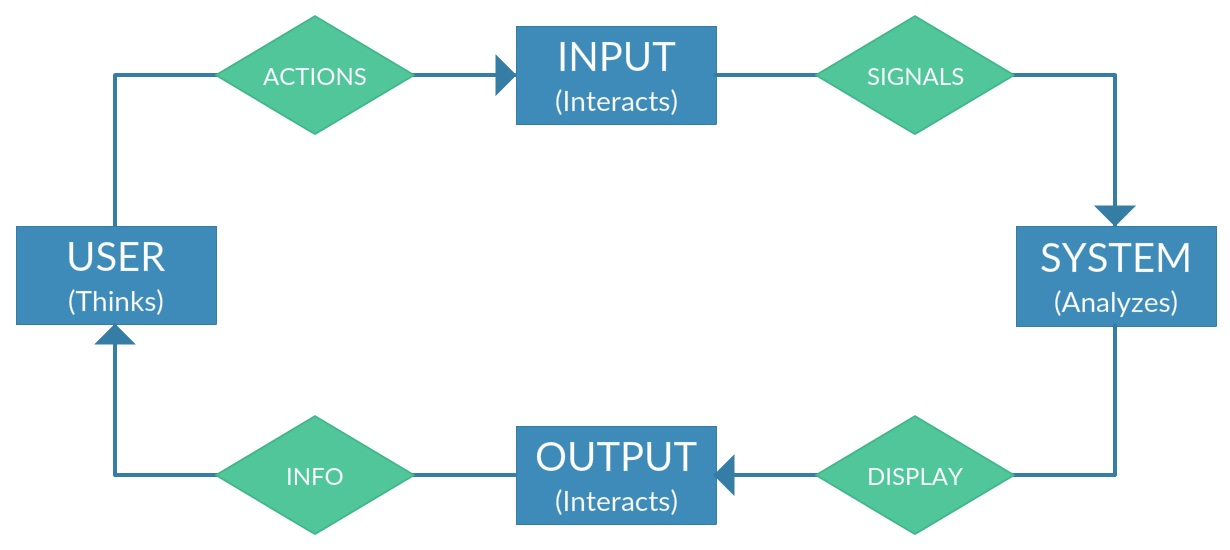
مخطط مراحل تفاعل المستخدم ثلاثي الأبعاد

واجهات المستخدم هي وسيلة للاتصال بين المستخدمين والأنظمة. تتضمن الواجهات ثلاثية الأبعاد وسائط للتمثيل ثلاثي الأبعاد لحالة النظام، ووسائط لإدخال المستخدم ثلاثي الأبعاد أو معالجته. لا يكفي استخدام التمثيلات ثلاثية الأبعاد لإنشاء تفاعل ثلاثي الأبعاد. يجب أن يكون لدى المستخدمين طريقة لأداء الإجراءات ثلاثية الأبعاد أيضًا. لهذا الغرض، تم تطوير أجهزة إدخال وإخراج خاصة لدعم هذا النوع من التفاعل. تم تطوير بعضها، مثل الماوس ثلاثي الأبعاد، بناءً على الأجهزة الموجودة للتفاعل ثنائي الأبعاد.

## روابط خارجية
- ببليوغرافيا عن التفاعل ثلاثي الأبعاد والمدخلات المكانية نسخة محفوظة 3 أكتوبر 2017 على موقع واي باك مشين.
- مخترع واجهة النافذة ثلاثية الأبعاد 1998 نسخة محفوظة 3 يوليو 2020 على موقع واي باك مشين.
- مجموعة 3DI
- تفاعل ثلاثي الأبعاد في بيئات افتراضية